# Rallye du Mexique 2018
Le Rallye du Mexique 2018 est le 3e rallye du Championnat du monde des rallyes 2018. Il se déroule du 8 au 11 mars 2018 sur 22 épreuves spéciales et est remporté par le duo Sébastien Ogier et Julien Ingrassia.

## Engagés

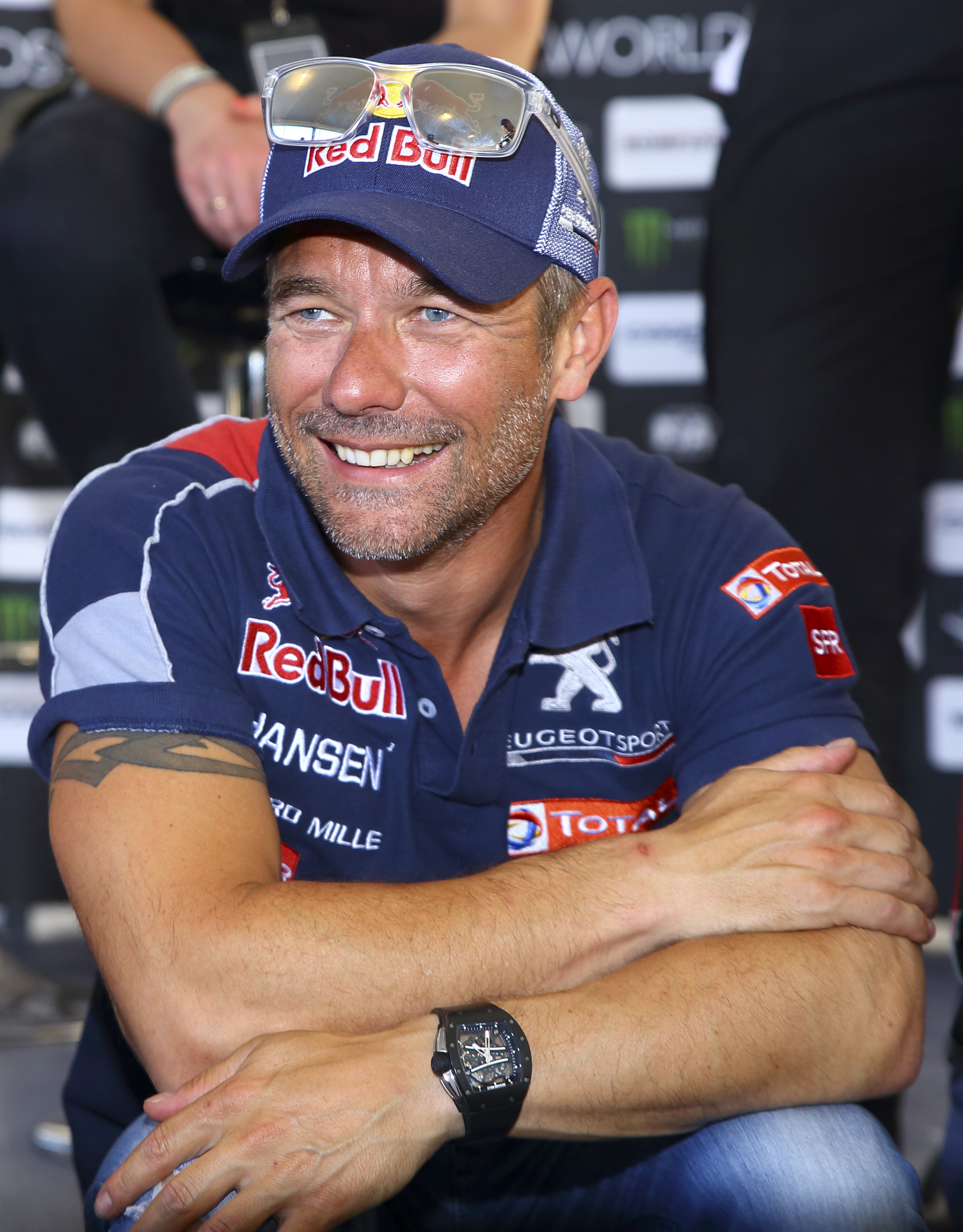
Sébastien Loeb le 22 avril 2017 lors de la manche portugaise du championnat du monde de rallycross FIA 2017.

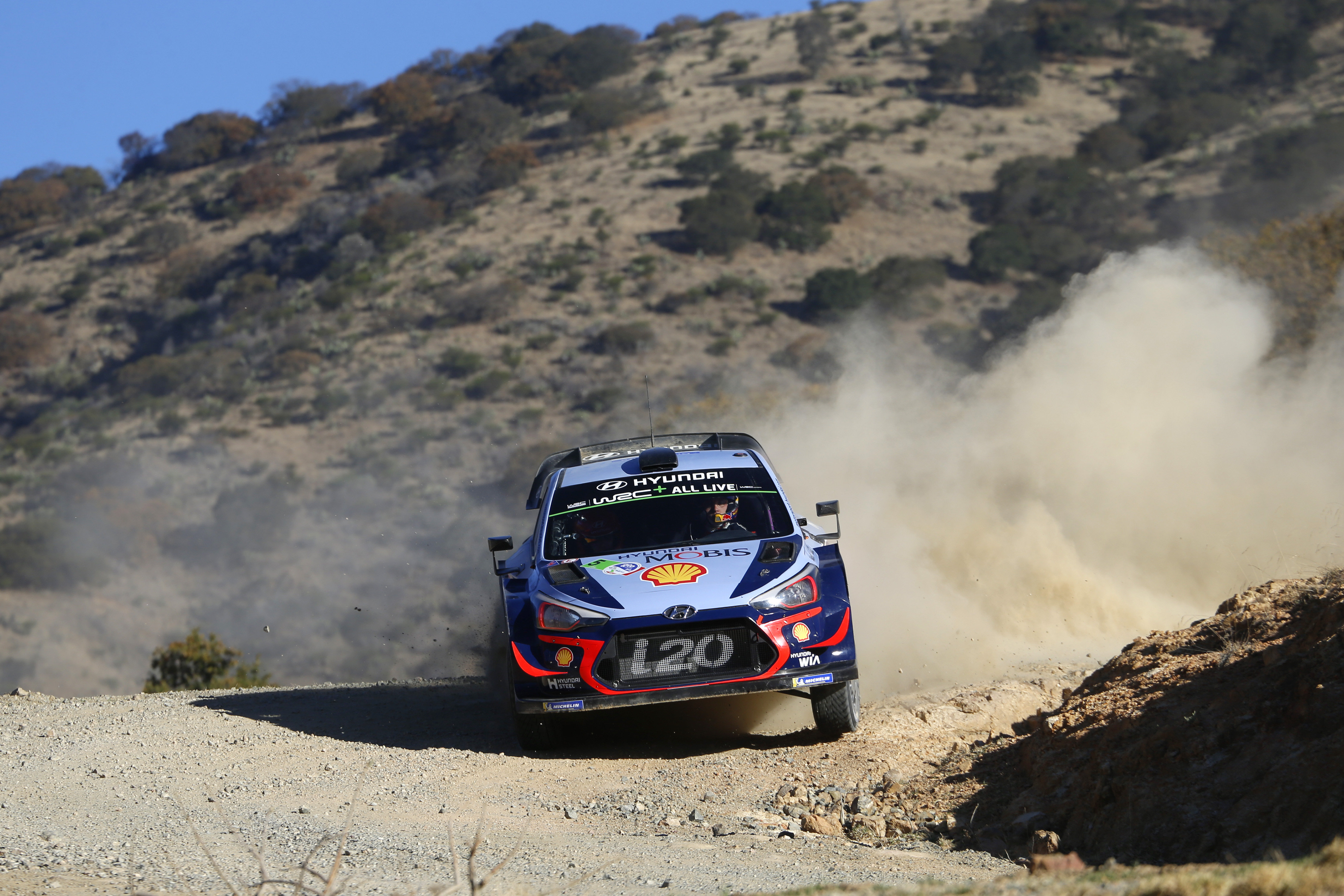
Thierry Neuville, ici durant le rallye, arrive en meneur du championnat.

Une des attractions du rallye est la présence du nonuple champion du monde des rallyes Sébastien Loeb. En effet, ce dernier fait son retour au volant d'une Citroën C3 WRC et sera aussi présent lors de la manche suivante en Corse ainsi qu'en Catalogne.
| no            | Engagé                      | Pilote                  | Copilote            | Voiture               | Pneus |
| ------------- | --------------------------- | ----------------------- | ------------------- | --------------------- | ----- |
| Engagés WRC   |                             |                         |                     |                       |       |
| 1             | M-Sport Ford WRT            | Sébastien Ogier         | Julien Ingrassia    | Ford Fiesta WRC       | M     |
| 2             | M-Sport Ford WRT            | Elfyn Evans             | Daniel Barritt      | Ford Fiesta WRC       | M     |
| 3             | M-Sport Ford WRT            | Teemu Suninen           | Mikko Markkula      | Ford Fiesta WRC       | M     |
| 4             | Hyundai Shell Mobis WRT     | Andreas Mikkelsen       | Anders Jæger        | Hyundai i20 Coupe WRC | M     |
| 5             | Hyundai Shell Mobis WRT     | Thierry Neuville        | Nicolas Gilsoul     | Hyundai i20 Coupe WRC | M     |
| 6             | Hyundai Shell Mobis WRT     | Dani Sordo              | Carlos del Barrio   | Hyundai i20 Coupe WRC | M     |
| 7             | Toyota Gazoo Racing WRT     | Jari-Matti Latvala      | Miikka Anttila      | Toyota Yaris WRC      | M     |
| 8             | Toyota Gazoo Racing WRT     | Ott Tänak               | Martin Järveoja     | Toyota Yaris WRC      | M     |
| 9             | Toyota Gazoo Racing WRT     | Esapekka Lappi          | Janne Ferm          | Toyota Yaris WRC      | M     |
| 10            | Citroën Total Abu Dhabi WRT | Kris Meeke              | Paul Nagle          | Citroën C3 WRC        | M     |
| 11            | Citroën Total Abu Dhabi WRT | Sébastien Loeb          | Daniel Elena        | Citroën C3 WRC        | M     |
| Engagés WRC-2 |                             |                         |                     |                       |       |
| 31            | Škoda Motorsport            | Pontus Tidemand         | Jonas Andersson     | Škoda Fabia R5 (en)   | M     |
| 32            | Hyundai Motorsport          | Jari Huttunen           | Antti Linnaketo     | Hyundai i20 R5        | M     |
| 33            | Škoda Motorsport            | Kalle Rovanperä         | Jonne Halttunen     | Škoda Fabia R5 (en)   | M     |
| 34            | TAIF Motorsport             | Radik Shaymiev          | Maxim Tsvetkov      | Ford Fiesta R5        |       |
| 35            | Marco Bulacia Wilkinson     | Marco Bulacia Wilkinson | Fernando Mussano    | Ford Fiesta R5        | M     |
| 36            | Nil Solans                  | Nil Solans              | Miquel Ibañez Sotos | Ford Fiesta R5        | D     |
| 37            | Motorsport Italia           | Benito Guerra           | Borja Rozada        | Škoda Fabia R5 (en)   | P     |
| 38            | Gus Greensmith              | Gus Greensmith          | Craig Parry         | Ford Fiesta R5        | M     |
| 39            | Pedro Heller                | Pedro Heller            | Pablo Olmos         | Ford Fiesta R5        |       |
| Engagé WRC-3  |                             |                         |                     |                       |       |
| 61            | Tom Williams                | Tom Williams            | Phil Hall           | Ford Fiesta R2T       | P     |
| Source:       |                             |                         |                     |                       |       |

## Déroulement de l’épreuve

### Jeudi
Le rallye débute le jeudi 8 mars par une super spéciale tracée dans le centre-ville de Guanajuato que Thierry Neuville remporte.

### Vendredi

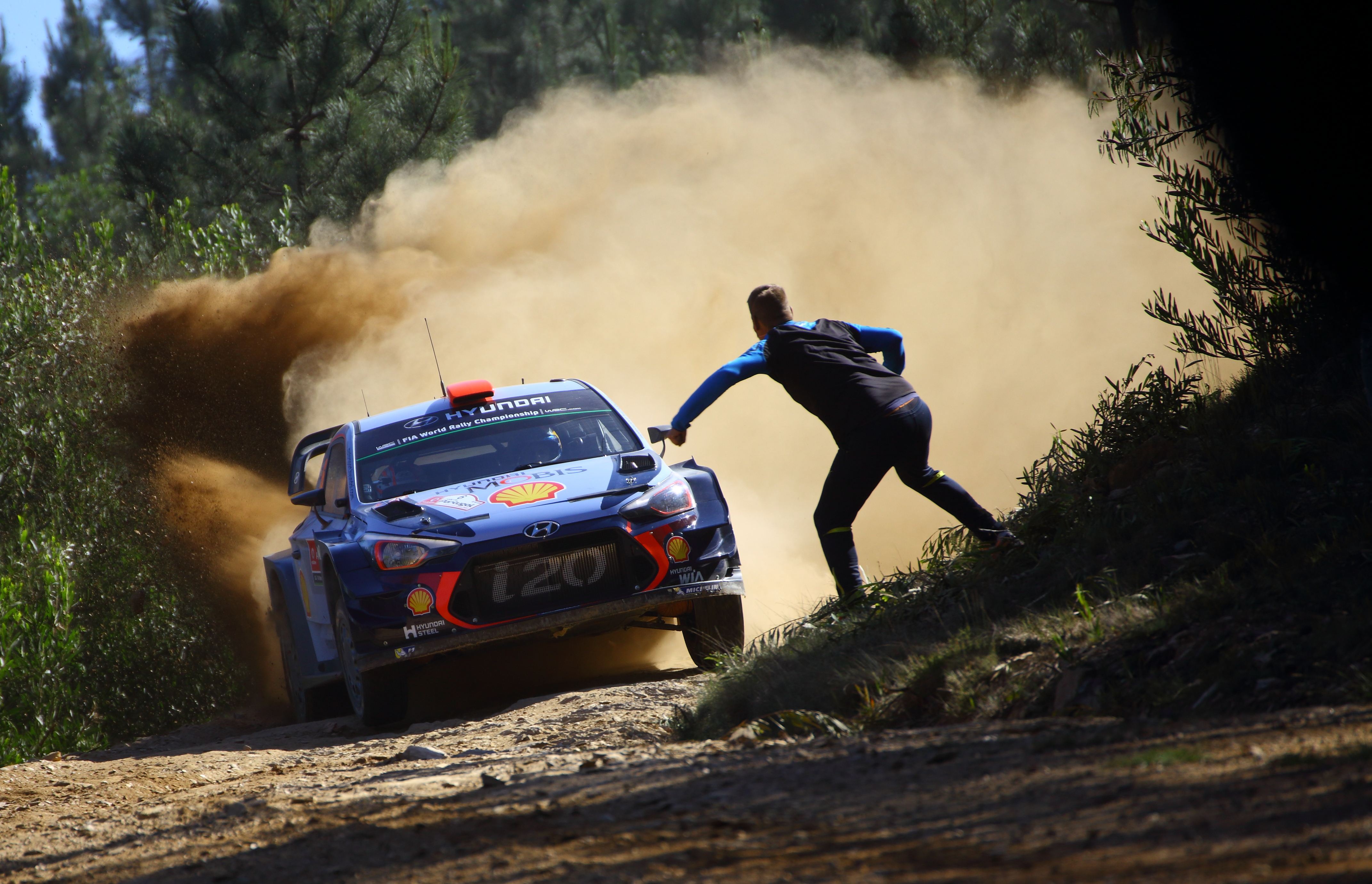
Dani Sordo, dominateur en début de rallye, ici au Rallye du Portugal 2017.

Le lendemain commence avec une première boucle matinale composée de trois spéciales plus une super-spéciale dans la ville de León. Kris Meeke, vainqueur l'année passée, prend la tête à l'issue de la première d'entre elles, mais l'homme fort se révèle l'Espagnol Dani Sordo qui remporte les deux suivantes et s'installe à la première place. L'après-midi voit le même programme être reconduit augmenté d'une autre super-spéciale, avec pour fait notable les trois meilleurs chronos réalisés par le nonuple champion du monde Sébastien Loeb, qui se rapproche de Dani Sordo toujours en tête.

### Samedi
La journée de samedi est cependant plus contrastée pour ces deux pilotes. En effet, la boucle matinale, là aussi constituée de trois spéciales, voit Sébastien Loeb signer un nouveau meilleur temps et surtout s'emparer de la première place au classement, talonné par Dani Sordo. Cependant, lors du second passage dans la spéciale de Guanajuatito, tous deux crèvent, bouleversant le classement avec un recul de quatre places pour Loeb, ce qui profite à Sébastien Ogier qui passe en tête avec plus de 30 secondes sur le deuxième, à savoir Kris Meeke.

### Dimanche
La dernière journée n’est faite que de trois spéciales. Elle voit l'Estonien Ott Tänak remporter les deux dernières, dont la super-spéciale lui octroyant cinq points dans l'optique du championnat. Cette dernière spéciale est également marquée par la pénalité infligée par les commissaires à Sébastien Ogier, coupable d'avoir heurté deux éléments délimitant une chicane, ce qui lui dépouille des quatre points qu'il avait engrangés.

## Résultats

### Classement final

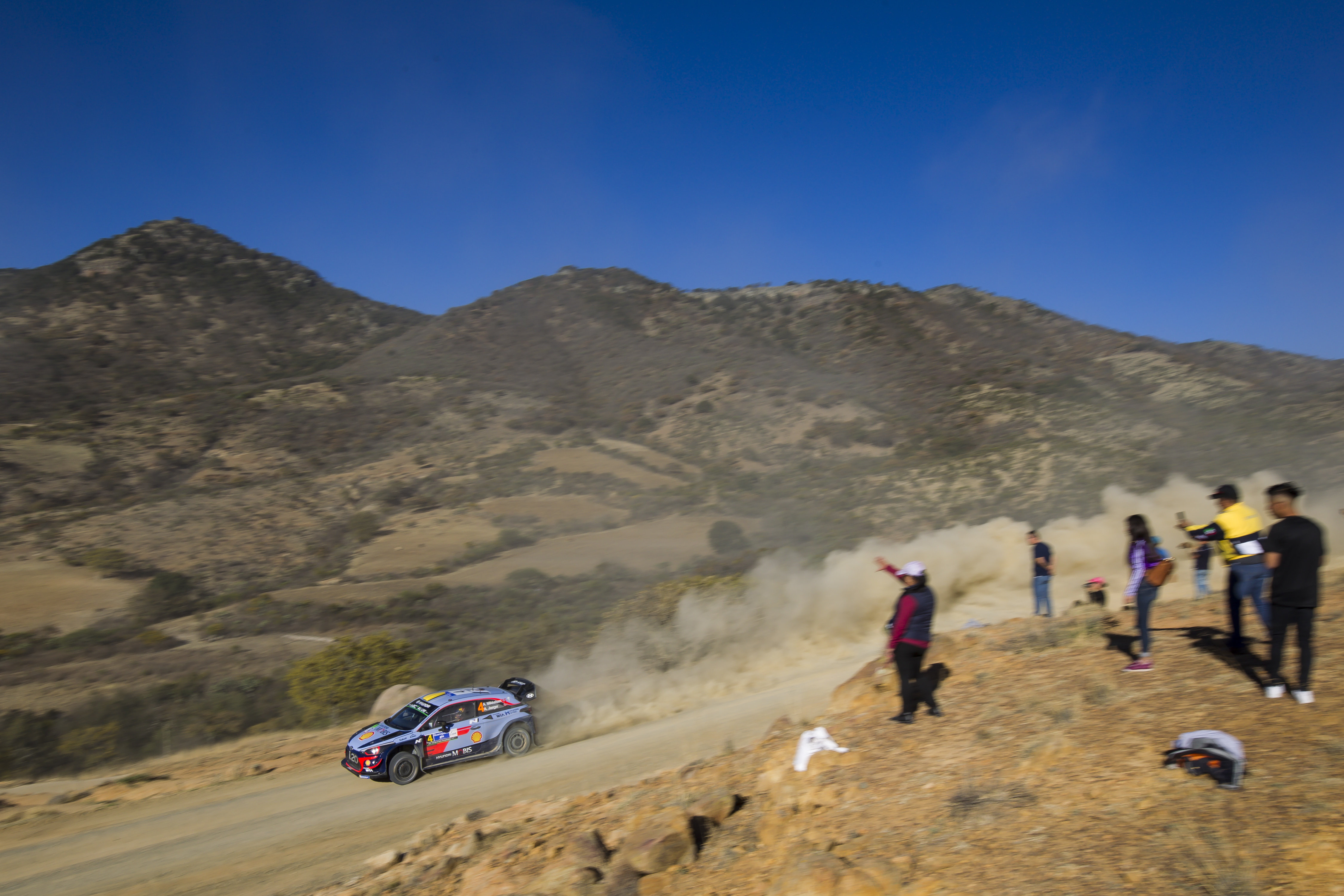
Andreas Mikkelsen, ici durant le rallye, ne parvient pas à accrocher le podium.

| Position                  | Position | no | Pilote             | Copilote          | Équipe                      | Voiture               | Temps             | Diff.              | Points |
| Pos.                      | Cla.     | no | Pilote             | Copilote          | Équipe                      | Voiture               | Temps             | Diff.              | Points |
| ------------------------- | -------- | -- | ------------------ | ----------------- | --------------------------- | --------------------- | ----------------- | ------------------ | ------ |
| Classement général        |          |    |                    |                   |                             |                       |                   |                    |        |
| 1                         | 1        | 1  | Sébastien Ogier    | Julien Ingrassia  | M-Sport Ford WRT            | Ford Fiesta WRC       | 3 h 54 min 08 s 0 | 0 s 0              | 25     |
| 2                         | 2        | 6  | Dani Sordo         | Carlos del Barrio | Hyundai Shell Mobis WRT     | Hyundai i20 Coupe WRC | 3 h 55 min 11 s 6 | +1 min 03 s 6      | 18     |
| 3                         | 3        | 10 | Kris Meeke         | Paul Nagle        | Citroën Total Abu Dhabi WRT | Citroën C3 WRC        | 3 h 55 min 27 s 2 | +1 min 19 s 2      | 15     |
| 4                         | 4        | 4  | Andreas Mikkelsen  | Anders Jæger      | Hyundai Shell Mobis WRT     | Hyundai i20 Coupe WRC | 3 h 55 min 46 s 4 | +1 min 38 s 4      | 14     |
| 5                         | 5        | 11 | Sébastien Loeb     | Daniel Elena      | Citroën Total Abu Dhabi WRT | Citroën C3 WRC        | 3 h 56 min 32 s 6 | +2 min 24 s 6      | 11     |
| 6                         | 6        | 5  | Thierry Neuville   | Nicolas Gilsoul   | Hyundai Shell Mobis WRT     | Hyundai i20 Coupe WRC | 4 h 03 min 11 s 0 | +9 min 03 s 0      | 11     |
| 7                         | 1        | 31 | Pontus Tidemand    | Jonas Andersson   | Škoda Motorsport            | Škoda Fabia R5 (en)   | 4 h 04 min 32 s 7 | +10 min 24 s 7     | 6      |
| 8                         | 8        | 7  | Jari-Matti Latvala | Miikka Anttila    | Toyota Gazoo Racing WRT     | Toyota Yaris WRC      | 4 h 04 min 32 s 7 | +15 min 37 s 1     | 8      |
| 9                         | 2        | 38 | Gus Greensmith     | Craig Parry       | Gus Greensmith              | Ford Fiesta R5        | 4 h 11 min 17 s 3 | +17 min 09 s 3     | 2      |
| 10                        | 3        | 39 | Pedro Heller       | Pablo Olmos       | Pedro Heller                | Ford Fiesta R5        | 4 h 18 min 26 s 1 | +24 min 18 s 1     | 1      |
| 14                        | 10       | 8  | Ott Tänak          | Martin Järveoja   | Toyota Gazoo Racing WRT     | Toyota Yaris WRC      | 4 h 56 min 50 s 8 | +1 h 02 min 42 s 8 | 5      |
| WRC-2                     |          |    |                    |                   |                             |                       |                   |                    |        |
| 7                         | 1        | 31 | Pontus Tidemand    | Jonas Andersson   | Škoda Motorsport            | Škoda Fabia R5 (en)   | 4 h 04 min 32 s 7 | 0 s 0              | 25     |
| 9                         | 2        | 38 | Gus Greensmith     | Craig Parry       | Gus Greensmith              | Ford Fiesta R5        | 4 h 11 min 17 s 3 | +6 min 44 s 6      | 18     |
| 10                        | 3        | 39 | Pedro Heller       | Pablo Olmos       | Pedro Heller                | Ford Fiesta R5        | 4 h 18 min 26 s 1 | +13 min 53 s 4     | 15     |
| WRC-3                     |          |    |                    |                   |                             |                       |                   |                    |        |
| Aucun engagé à l'arrivée. |          |    |                    |                   |                             |                       |                   |                    |        |
| Source:                   |          |    |                    |                   |                             |                       |                   |                    |        |

### Spéciales chronométrées
| WRC     |                           |                          |                       |                                      |                                  |                 |                  |
| Jour    | Spéciale                  | Nom                      | Longueur              | Vainqueur                            | Voiture                          | Temps           | Meneur           |
| 8 mars  | —                         | Llano Grande [Shakedown] | 5,31 km               | Kris Meeke                           | Citroën C3 WRC                   | 3 min 41 s 0    | NC               |
| 8 mars  | SS1                       | Street Stage GTO         | 2,53 km               | Thierry Neuville                     | Hyundai i20 Coupe WRC            | 2 min 06 s 7    | Thierry Neuville |
| 9 mars  | SS2                       | Duarte - Derramadero 1   | 26,05 km              | Kris Meeke                           | Citroën C3 WRC                   | 17 min 08 s 9   | Kris Meeke       |
| 9 mars  | SS3                       | El Chocolate 1           | 31,44 km              | Dani Sordo                           | Hyundai i20 Coupe WRC            | 24 min 05 s 6   | Dani Sordo       |
| 9 mars  | SS4                       | Ortega 1                 | 17,23 km              | Dani Sordo                           | Hyundai i20 Coupe WRC            | 9 min 33 s 2    | Dani Sordo       |
| 9 mars  | SS5                       | Street Stage Léon 1      | 1,11 km               | Teemu Suninen                        | Ford Fiesta WRC                  | 1 min 03 s 7    | Dani Sordo       |
| 9 mars  | SS6                       | Duarte - Derramadero 2   | 26,05 km              | Kris Meeke                           | Citroën C3 WRC                   | 16 min 56 s 7   | Dani Sordo       |
| 9 mars  | SS7                       | El Chocolate 2           | 31,44 km              | Sébastien Loeb                       | Citroën C3 WRC                   | 23 min 54 s 2   | Dani Sordo       |
| 9 mars  | SS8                       | Ortega 2                 | 17,23 km              | Ott Tänak Sébastien Loeb             | Toyota Yaris WRC Citroën C3 WRC  | 9 min 24 s 8    | Dani Sordo       |
| 9 mars  | SS9                       | SSS Autodromo de Léon 1  | 2,3 km                | Ott Tänak                            | Toyota Yaris WRC                 | 1 min 37 s 8    | Dani Sordo       |
| 9 mars  | SS10                      | SSS Autodromo de Léon 2  | 2,3 km                | Sébastien Ogier Ott Tänak            | Ford Fiesta WRC Toyota Yaris WRC | 1 min 37 s 3    | Dani Sordo       |
| 10 mars |                           |                          |                       |                                      |                                  |                 |                  |
| SS11    | Guanajuatito 1            | 30,97 km                 | Sébastien Loeb        | Citroën C3 WRC                       | 20 min 35 s 6                    | Sébastien Loeb  |                  |
| SS12    | Otates 1                  | 26,37 km                 | Kris Meeke            | Citroën C3 WRC                       | 20 min 26 s 9                    | Sébastien Loeb  |                  |
| SS13    | El Brinco 1               | 9,98 km                  | Sébastien Ogier       | Ford Fiesta WRC                      | 5 min 29 s 2                     | Sébastien Loeb  |                  |
| SS14    | Guanajuatito 2            | 30,97 km                 | Sébastien Ogier       | Ford Fiesta WRC                      | 20 min 10 s 1                    | Sébastien Ogier |                  |
| SS15    | Otates 2                  | 26,37 km                 | Sébastien Ogier       | Ford Fiesta WRC                      | 20 min 05 s 1                    | Sébastien Ogier |                  |
| SS16    | El Brinco 2               | 9,98 km                  | Sébastien Ogier       | Ford Fiesta WRC                      | 5 min 24 s 6                     | Sébastien Ogier |                  |
| SS17    | SSS Autodromo de Léon 3   | 2,3 km                   | Dani Sordo Kris Meeke | Hyundai i20 Coupe WRC Citroën C3 WRC | 1 min 38 s 0                     | Sébastien Ogier |                  |
| SS18    | SSS Autodromo de Léon 4   | 2,3 km                   | Kris Meeke            | Citroën C3 WRC                       | 1 min 36 s 6                     | Sébastien Ogier |                  |
| SS19    | Street Stage Léon 2       | 1,11 km                  | Andreas Mikkelsen     | Hyundai i20 Coupe WRC                | 1 min 02 s 7                     | Sébastien Ogier |                  |
| 11 mars |                           |                          |                       |                                      |                                  | Sébastien Ogier |                  |
| SS20    | Alfaro                    | 24,32 km                 | Jari-Matti Latvala    | Toyota Yaris WRC                     | 15 min 23 s 7                    | Sébastien Ogier |                  |
| SS21    | Las Minas 1               | 11,07 km                 | Ott Tänak             | Toyota Yaris WRC                     | 6 min 42 s 9                     | Sébastien Ogier |                  |
| SS22    | Las Minas 2 [Power Stage] | 11,07 km                 | Ott Tänak             | Toyota Yaris WRC                     | 6 min 33 s 1                     | Sébastien Ogier |                  |
| WRC-2   |                           |                          |                       |                                      |                                  |                 |                  |
| 8 mars  | —                         | Llano Grande [Shakedown] | 5,31 km               | Kalle Rovanperä                      | Škoda Fabia R5 (en)              | 3 min 51 s 9    | NC               |
| 8 mars  | SS1                       | Street Stage GTO         | 2,53 km               | Pontus Tidemand                      | Škoda Fabia R5 (en)              | 2 min 11 s 6    | Pontus Tidemand  |
| 9 mars  | SS2                       | Duarte - Derramadero 1   | 26,05 km              | Pontus Tidemand                      | Škoda Fabia R5 (en)              | 17 min 52 s 9   | Pontus Tidemand  |
| 9 mars  | SS3                       | El Chocolate 1           | 31,44 km              | Pontus Tidemand                      | Škoda Fabia R5 (en)              | 25 min 10 s 4   | Pontus Tidemand  |
| 9 mars  | SS4                       | Ortega 1                 | 17,23 km              | Pontus Tidemand                      | Škoda Fabia R5 (en)              | 10 min 09 s 2   | Pontus Tidemand  |
| 9 mars  | SS5                       | Street Stage Leon 1      | 1,11 km               | Pontus Tidemand                      | Škoda Fabia R5 (en)              | 1 min 05 s 5    | Pontus Tidemand  |
| 9 mars  | SS6                       | Duarte - Derramadero 2   | 26,05 km              | Pontus Tidemand                      | Škoda Fabia R5 (en)              | 17 min 55 s 3   | Pontus Tidemand  |
| 9 mars  | SS7                       | El Chocolate 2           | 31,44 km              | Pontus Tidemand                      | Škoda Fabia R5 (en)              | 25 min 08 s 6   | Pontus Tidemand  |
| 9 mars  | SS8                       | Ortega 2                 | 17,23 km              | Pontus Tidemand                      | Škoda Fabia R5 (en)              | 10 min 01 s 6   | Pontus Tidemand  |
| 9 mars  | SS9                       | SSS Autodromo de Léon 1  | 2,3 km                | Pontus Tidemand                      | Škoda Fabia R5 (en)              | 1 min 43 s 3    | Pontus Tidemand  |
| 9 mars  | SS10                      | SSS Autodromo de Léon 2  | 2,3 km                | Pontus Tidemand                      | Škoda Fabia R5 (en)              | 1 min 42 s 6    | Pontus Tidemand  |
| 10 mars |                           |                          |                       |                                      |                                  |                 | Pontus Tidemand  |
| SS11    | Guanajuatito 1            | 30,97 km                 | Kalle Rovanperä       | Škoda Fabia R5 (en)                  | 21 min 27 s 7                    |                 | Pontus Tidemand  |
| SS12    | Otates 1                  | 26,37 km                 | Pontus Tidemand       | Škoda Fabia R5 (en)                  | 21 min 12 s 6                    |                 | Pontus Tidemand  |
| SS13    | El Brinco 1               | 9,98 km                  | Pontus Tidemand       | Škoda Fabia R5 (en)                  | 5 min 46 s 4                     |                 | Pontus Tidemand  |
| SS14    | Guanajuatito 2            | 30,97 km                 | Kalle Rovanperä       | Škoda Fabia R5 (en)                  | 21 min 13 s 9                    |                 | Pontus Tidemand  |
| SS15    | Otates 2                  | 26,37 km                 | Kalle Rovanperä       | Škoda Fabia R5 (en)                  | 21 min 03 s 2                    |                 | Pontus Tidemand  |
| SS16    | El Brinco 2               | 9,98 km                  | Pontus Tidemand       | Škoda Fabia R5 (en)                  | 5 min 44 s 1                     |                 | Pontus Tidemand  |
| SS17    | SSS Autodromo de Léon 3   | 2,3 km                   | Pontus Tidemand       | Škoda Fabia R5 (en)                  | 1 min 41 s 9                     |                 | Pontus Tidemand  |
| SS18    | SSS Autodromo de Léon 4   | 2,3 km                   | Pontus Tidemand       | Škoda Fabia R5 (en)                  | 1 min 41 s 6                     |                 | Pontus Tidemand  |
| SS19    | Street Stage Léon 2       | 1,11 km                  | Kalle Rovanperä       | Škoda Fabia R5 (en)                  | 1 min 05 s 1                     |                 | Pontus Tidemand  |
| 11 mars |                           |                          |                       |                                      |                                  |                 | Pontus Tidemand  |
| SS20    | Alfaro                    | 24,32 km                 | Pontus Tidemand       | Škoda Fabia R5 (en)                  | 16 min 05 s 1                    |                 | Pontus Tidemand  |
| SS21    | Las Minas 1               | 11,07 km                 | Pontus Tidemand       | Škoda Fabia R5 (en)                  | 7 min 03 s 6                     |                 | Pontus Tidemand  |
| SS22    | Las Minas 2               | 11,07 km                 | Kalle Rovanperä       | Škoda Fabia R5 (en)                  | 6 min 52 s 3                     |                 | Pontus Tidemand  |
| WRC-3   |                           |                          |                       |                                      |                                  |                 |                  |
| 8 mars  | —                         | Llano Grande [Shakedown] | 5,31 km               | Tom Williams                         | Ford Fiesta R2T                  | 5 min 19 s 5    | NC               |
| 8 mars  | SS1                       | Street Stage GTO         | 2,53 km               | Tom Williams                         | Ford Fiesta R2T                  | 2 min 38 s 6    | Tom Williams     |
| 9 mars  | SS2                       | Duarte - Derramadero 1   | 26,05 km              | Tom Williams                         | Ford Fiesta R2T                  | 22 min 47 s 6   | Tom Williams     |
| 9 mars  | SS3                       | El Chocolate 1           | 31,44 km              | Tom Williams                         | Ford Fiesta R2T                  | 30 min 36 s 7   | Tom Williams     |
| 9 mars  | SS4                       | Ortega 1                 | 17,23 km              | Tom Williams                         | Ford Fiesta R2T                  | 12 min 21 s 2   | Tom Williams     |
| 9 mars  | SS5                       | Street Stage Leon 1      | 1,11 km               | Tom Williams                         | Ford Fiesta R2T                  | 1 min 17 s 8    | Tom Williams     |
| 9 mars  | SS6                       | Duarte - Derramadero 2   | 26,05 km              | Tom Williams                         | Ford Fiesta R2T                  | 29 min 47 s 6   | Tom Williams     |
| 9 mars  | SS7                       | El Chocolate 2           | 31,44 km              | Tom Williams                         | Ford Fiesta R2T                  | 37 min 36 s 7   | Tom Williams     |
| 9 mars  | SS8                       | Ortega 2                 | 17,23 km              | Tom Williams                         | Ford Fiesta R2T                  | 19 min 21 s 2   | Tom Williams     |
| 9 mars  | SS9                       | SSS Autodromo de Léon 1  | 2,3 km                | Tom Williams                         | Ford Fiesta R2T                  | 9 min 12 s 4    | Tom Williams     |
| 9 mars  | SS10                      | SSS Autodromo de Léon 2  | 2,3 km                | Tom Williams                         | Ford Fiesta R2T                  | 9 min 03 s 8    | Tom Williams     |
| 10 mars |                           |                          |                       |                                      |                                  |                 | Tom Williams     |
| SS11    | Guanajuatito 1            | 30,97 km                 | Tom Williams          | Ford Fiesta R2T                      | 26 min 16 s 9                    |                 | Tom Williams     |
| SS12    | Otates 1                  | 26,37 km                 | Tom Williams          | Ford Fiesta R2T                      | 25 min 26 s 1                    |                 | Tom Williams     |
| SS13    | El Brinco 1               | 9,98 km                  | Tom Williams          | Ford Fiesta R2T                      | 7 min 06 s 4                     |                 | Tom Williams     |
| SS14    | Guanajuatito 2            | 30,97 km                 | Tom Williams          | Ford Fiesta R2T                      | 26 min 26 s 9                    |                 | Tom Williams     |
| SS15    | Otates 2                  | 26,37 km                 | Tom Williams          | Ford Fiesta R2T                      | 25 min 29 s 4                    |                 | Tom Williams     |
| SS16    | El Brinco 2               | 9,98 km                  | Tom Williams          | Ford Fiesta R2T                      | 6 min 56 s 2                     |                 | Tom Williams     |
| SS17    | SSS Autodromo de Léon 3   | 2,3 km                   | Tom Williams          | Ford Fiesta R2T                      | 2 min 02 s 5                     |                 | Tom Williams     |
| SS18    | SSS Autodromo de Léon 4   | 2,3 km                   | Tom Williams          | Ford Fiesta R2T                      | 2 min 01 s 1                     |                 | Tom Williams     |
| SS19    | Street Stage Léon 2       | 1,11 km                  | Tom Williams          | Ford Fiesta R2T                      | 2 min 41 s 2                     |                 | Tom Williams     |
| 11 mars |                           |                          |                       |                                      |                                  |                 | Tom Williams     |
| SS20    | Alfaro                    | 24,32 km                 | Tom Williams          | Ford Fiesta R2T                      | 21 min 26 s 2                    |                 | Tom Williams     |
| SS21    | Las Minas 1               | 11,07 km                 | Tom Williams          | Ford Fiesta R2T                      | 35 min 35 s 1                    |                 | Tom Williams     |
| SS22    | Las Minas 2               | 11,07 km                 | Pas de vainqueur      | Pas de vainqueur                     | N/A                              | Pas de meneur   |                  |

### Super spéciale
La super spéciale est une spéciale de 11,07 km courue à la fin du rallye. Elle est marquée par la pénalité infligée par les commissaires à Sébastien Ogier, coupable d'avoir heurté deux éléments délimitant une chicane, ce qui lui dépouille des quatre points qu'il avait engrangé.
| Pos. | Pilote             | Copilote        | Voiture               | Temps        | Diff.  | Pts. |
| ---- | ------------------ | --------------- | --------------------- | ------------ | ------ | ---- |
| 1    | Ott Tänak          | Martin Järveoja | Toyota Yaris WRC      | 6 min 33 s 1 | 0 s 0  | 5    |
| 2    | Jari-Matti Latvala | Miikka Anttila  | Toyota Yaris WRC      | 6 min 34 s 4 | +1 s 3 | 4    |
| 3    | Thierry Neuville   | Nicolas Gilsoul | Hyundai i20 Coupe WRC | 6 min 34 s 5 | +1 s 4 | 3    |
| 4    | Andreas Mikkelsen  | Anders Jæger    | Hyundai i20 Coupe WRC | 6 min 36 s 0 | +2 s 9 | 2    |
| 5    | Sébastien Loeb     | Daniel Elena    | Citroën C3 WRC        | 6 min 38 s 9 | +5 s 8 | 1    |

## Classements aux championnats après l'épreuve
| WRC   |      |                    |        |
|       | Pos. | Pilote             | Points |
| 1     | 1    | Sébastien Ogier    | 56     |
| 1     | 2    | Thierry Neuville   | 52     |
| 3     | 3    | Andreas Mikkelsen  | 35     |
| 4     | 4    | Kris Meeke         | 32     |
| 2     | 5    | Jari-Matti Latvala | 31     |
| WRC-2 |      |                    |        |
|       | Pos. | Pilote             | Points |
| 3     | 1    | Pontus Tidemand    | 43     |
| 1     | 2    | Jan Kopecký        | 25     |
| 1     | 3    | Takamoto Katsuta   | 25     |
| 1     | 4    | Eddie Sciessere    | 18     |
|       | 5    | Gus Greensmith     | 18     |
| WRC-3 |      |                    |        |
|       | Pos. | Pilote             | Points |
|       | 1    | Enrico Brazzoli    | 25     |
|       | 2    | Denis Rådström     | 25     |
|       | 3    | Taisko Lario       | 19     |
|       | 4    | Amaury Molle       | 18     |
|       | 5    | Emil Bergkvist     | 18     |

| WRC   |      |                  |        |
|       | Pos. | Copilote         | Points |
| 1     | 1    | Julien Ingrassia | 56     |
| 1     | 2    | Nicolas Gilsoul  | 52     |
| 3     | 3    | Anders Jæger     | 35     |
| 4     | 4    | Paul Nagle       | 32     |
| 2     | 5    | Miikka Anttila   | 31     |
| WRC-2 |      |                  |        |
|       | Pos. | Copilote         | Points |
| 3     | 1    | Jonas Andersson  | 43     |
|       | 2    | Pavel Dresler    | 25     |
| 1     | 3    | Marko Salminen   | 25     |
| 1     | 4    | Flavio Zanella   | 18     |
|       | 5    | Craig Parry      | 18     |
| WRC-3 |      |                  |        |
|       | Pos. | Copilote         | Points |
|       | 1    | Luca Beltrame    | 25     |
|       | 2    | Johan Johansson  | 25     |
|       | 3    | Tatu Hämäläinen  | 19     |
|       | 4    | Renaud Herman    | 18     |
|       | 5    | Ola Fløene       | 18     |

| WRC   |      |                             |        |
|       | Pos. | Constructeur                | Points |
|       | 1    | Hyundai Shell Mobis WRT     | 84     |
| 2     | 2    | M-Sport Ford WRT            | 72     |
|       | 3    | Citroën Total Abu Dhabi WRT | 71     |
| 2     | 4    | Toyota Gazoo Racing WRT     | 67     |
| WRC-2 |      |                             |        |
|       | Pos. | Équipe                      | Points |
| 3     | 1    | Škoda Motorsport            | 43     |
| 4     | 2    | Hyundai Motorsport          | 30     |
| 2     | 3    | Škoda Motorsport II         | 25     |
| 2     | 4    | Tommi Mäkinen Racing        | 25     |
| 2     | 5    | M-Sport Ford WRT            | 18     |
| WRC-3 |      |                             |        |
|       | Pos. | Équipe                      | Points |
|       | 1    | ADAC Sachsen                | 25     |
|       | 2    | Go+Cars Atlas Ward          | 18     |
|       | 3    | ACI Team Italia             | 15     |
|       | 4    | OT Racing                   | 12     |